# Episodi di Un ciclone in convento (decima stagione)
La decima stagione di Un ciclone in convento è stata trasmessa sul canale tedesco Das Erste dal 15 febbraio al 24 maggio 2011.
In Italia è andata in onda a partire dal 29 agosto fino al 10 settembre 2011 su Rai 1, omettendo la trasmissione dell'episodio 8 in quanto trattante un "matrimonio" omosessuale celebrato nella cappella del convento. Tale episodio è stato trasmesso in prima visione il 5 aprile 2016 su Rai 2, in coda alle repliche dell'undicesima stagione.
Questa è l'ultima stagione in cui appare Rosel Zech, morta il 31 agosto 2011 di cancro.
| nº | Titolo originale     | Titolo italiano                  | Prima TV originale | Prima TV Italia   |
| -- | -------------------- | -------------------------------- | ------------------ | ----------------- |
| 1  | Jung gefreit         | Fuochi d'artificio               | 15 febbraio 2011   | 29 agosto 2011    |
| 2  | Wunderkinder         | Bambini prodigio                 | 22 febbraio 2011   | 30 agosto 2011    |
| 3  | Reife Leistung       | Un "Mamba" in crisi              | 8 marzo 2011       | 31 agosto 2011    |
| 4  | Liebe auf Raten      | Amore "a rate"                   | 15 marzo 2011      | 1º settembre 2011 |
| 5  | Babyblues            | Le "Scarpette di Venere"         | 22 marzo 2011      | 2 settembre 2011  |
| 6  | Liebesbrief          | Una lettera dal passato          | 29 marzo 2011      | 3 settembre 2011  |
| 7  | Pferde-Therapie      | Ippoterapia                      | 5 aprile 2011      | 5 settembre 2011  |
| 8  | Romeo und Romeo      | Un matrimonio fuori dal "comune" | 12 aprile 2011     | 5 aprile 2016     |
| 9  | Heiße Ware           | Un nonno super                   | 19 aprile 2011     | 6 settembre 2011  |
| 10 | Kreuzweise           | L'appartamento                   | 3 maggio 2011      | 7 settembre 2011  |
| 11 | Super-Duper          | Super miss                       | 10 maggio 2011     | 8 settembre 2011  |
| 12 | Kuckucks-Ei          | L'uomo sandwich                  | 17 maggio 2011     | 9 settembre 2011  |
| 13 | Feld, Wald und Wiese | Il mitico Poldi                  | 24 maggio 2011     | 10 settembre 2011 |